# Сошко Володимир Петрович
Володимир Петрович Сошко (нар. 9 лютого 1972, Бородянка) — український футболіст, що грав на позиціях нападника та півзахисника. Відомий за виступами у команді «Система-Борекс» із Бородянки, яка у різні періоди існування мала назву «Машинобудівник», «Здвиж» та «Гарт», у складі якої став володарем Кубку УРСР серед команд колективів фізкультури 1986 року; грав також у команді вищої української ліги «Волинь» із Луцька.

## Кар'єра футболіста
Володимир Сошко народився у Бородянці, і є вихованцем місцевої ДЮСШ, де його першим тренером був Анатолій Демченко.. Вже у 18 років молодий футболіст грав у місцевій аматорській команді «Машинобудівник», яка у 1986 році виграла Кубок УРСР серед команд колективів фізкультури, а Володимир Сошко забив один із м'ячів у півфіналі турніру. У цьому ж році футболіст дебютував у команді майстрів — київському СКА, який грав у другій радянській лізі, проте зіграв лише 2 матчі, та повернувся до Бородянки, де грав у першості області серед колективів фізкультури. У 1989 році Володимир Сошко нетривалий час грав за білоцерківське «Динамо», та повернувся до бородянської команди, де відзначався результативністю. Нападником із Бородянки зацікавились і в Росії, зокрема головний тренер московського «Локомотива» Юрій Сьомін та керівництво клубу «Динамо-Газовик» з Тюмені, проте бородянський клуб запросив велику суму за футболіста, і справа до підписання контракту з російським клубом так і не дійшла. У 1993 році бородянська команда виграла зональний турнір аматорського чемпіонату України, та отримала право грати у перехідній лізі чемпіонату України. Після сезону в четвертому за рівнем чемпіонату України футболіст отримав запрошення до команди вищої української ліги «Волинь». Проте у луцькому клубі Сошко зіграв лише 4 матчі, та у зв'язку із незадовільними матеріально-побутовими умовами у клубі повернувся до Бородянки, де дограв до закінчення сезону 1994—1995 років. Після цього сезону у зв'язку із чисельними травмами Володимир Сошко завершив виступи на футбольних полях. Після завершення футбольної кар'єри колишній нападник займається бізнесом, деякий час був членом виконкому Бородянської районної федерації футболу.

## Досягнення
- Переможець Кубка УРСР серед колективів фізкультури — 1986.